# ميشيل بيدل
ميشيل بيدل (بالإنجليزية: Michelle Beadle)‏ هي معلقة رياضية ومذيعة أمريكية، ولدت في 23 أكتوبر 1975 في إيطاليا.

## وصلات خارجية
- ميشيل بيدل على موقع IMDb (الإنجليزية)
- ميشيل بيدل على موقع قاعدة بيانات الفيلم (الإنجليزية)